# 埼玉県道157号川越狭山自転車道線

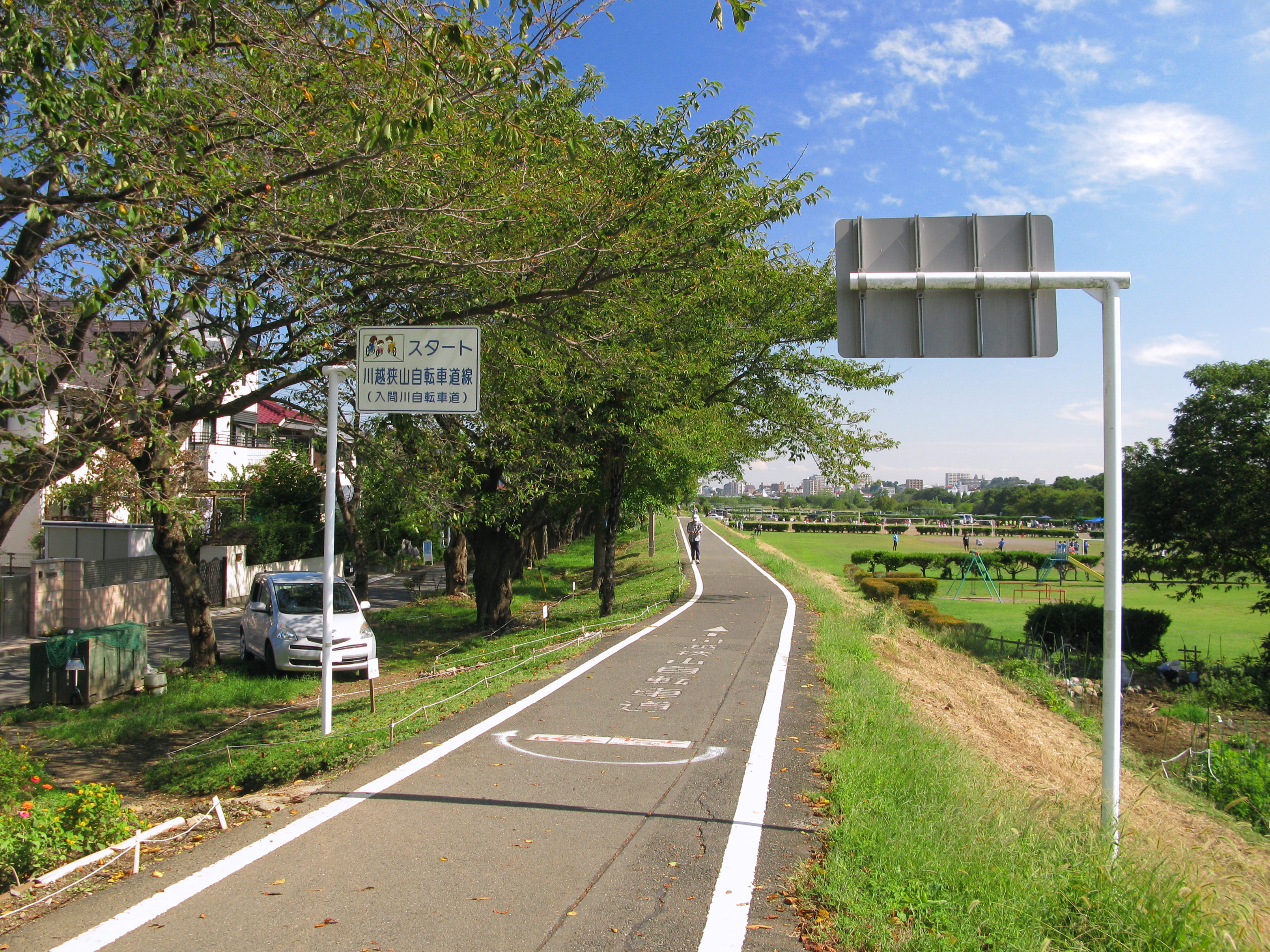
終点付近（2012年10月）

埼玉県道157号川越狭山自転車道線（さいたまけんどう157ごう かわごえさやまじてんしゃどうせん）は、
埼玉県川越市から同県狭山市に至る、入間川に沿う都道府県道である。
一般的に入間川自転車道、入間川サイクリングロード（コース）と呼ばれている。

## 概要
埼玉県道157号川越狭山自転車道線は、川越市内の埼玉県道155号さいたま武蔵丘陵森林公園自転車道線(荒川自転車道)の入間大橋東詰を起点に、入間川沿いを通り狭山市の国道299号豊水橋を終点とする全長約22.6kmの、川越と狭山を結ぶ県道（自転車歩行者専用道路）である。起点から埼玉県道15号川越日高線の初雁橋までは右岸を、初雁橋から終点までを左岸を通る。
途中、様々な公園、スポーツグラウンドなどがある。

## 沿線
- 入間川
- 埼玉県道260号鯨井狭山線
- 国道16号

## 通過する自治体
- 埼玉県 
  - 川越市
  - 比企郡川島町
  - 狭山市

## 周辺
- 川越工業団地
- 城西大学付属川越高等学校
- 小畔川
- 河越館
- 西川越駅
- 川越水上公園
- 安比奈親水公園
- 西武文理大学
- 下広瀬運動広場